# Syrmatium glabrum
Syrmatium glabrum är en ärtväxtart som beskrevs av Julius Rudolph Theodor Vogel. Syrmatium glabrum ingår i släktet Syrmatium och familjen ärtväxter. Inga underarter finns listade i Catalogue of Life.